# Pyrausta albifrontalis
Pyrausta albifrontalis là một loài bướm đêm trong họ Crambidae.